# Launchworks
Launchworks (bis 2013 Xbox Live Productions) ist eine Spieleentwicklungsfirma mit Sitz in Redmond.

## Geschichte
Xbox Live Productions wurde 2008 als Division innerhalb der Microsoft Game Studios gegründet, um „hochwertigen digitalen Content“ auf Xbox Live zu veröffentlichen. Es ging aus dem Entwicklerstudio Carbonated Games hervor. 2013 wurde dann Xbox Live Productions in Launchworks umbenannt.

## Veröffentlichungen (Auswahl)
- South Park Scott Tenorman’s Revenge – Xbox 360 (2012)
- South Park Let’s Go Tower Defense Play! – Xbox 360 (2009)
- Fable II Pub Games – Xbox 360 (2008)